# Strafvollzugsgesetze (Tyskland)
Strafvollzugsgesetze är en lag i Tyskland (då Västtyskland) från 1977. Det är lagarna som reglerar frihetsberövande straff i Tyskland, och skall utövas enligt federalismens principer.